# Karguibangou
Karguibangou este o comună rurală din departamentul Dosso, regiunea Dosso, Niger, cu o populație de 35.677 de locuitori (2001).